# 100 złotych 1925 Mikołaj Kopernik

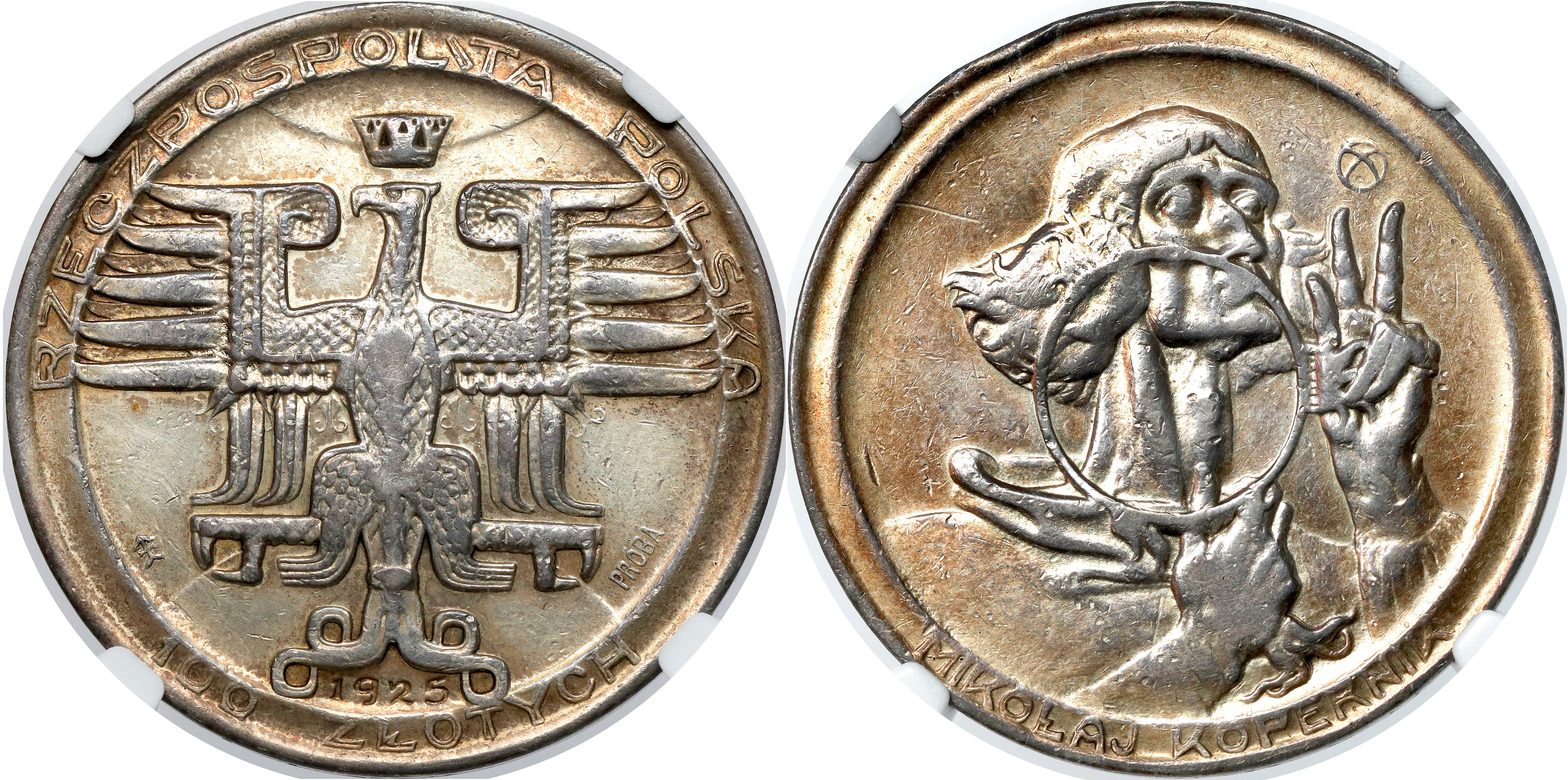
Duża odmiana (ɸ35 mm)

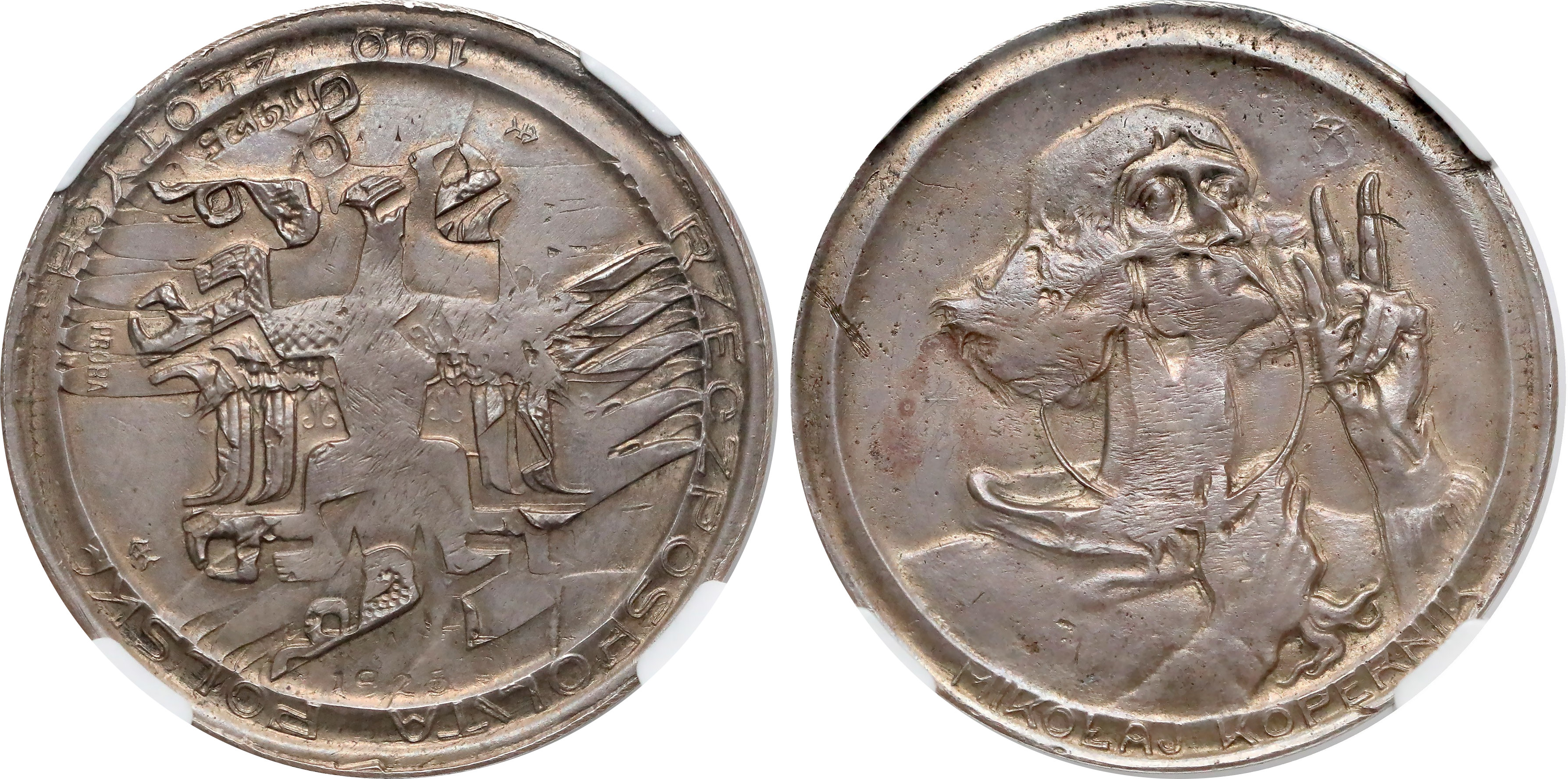
Duża odmiana (ɸ35 mm) wybita na rosyjskim rublu

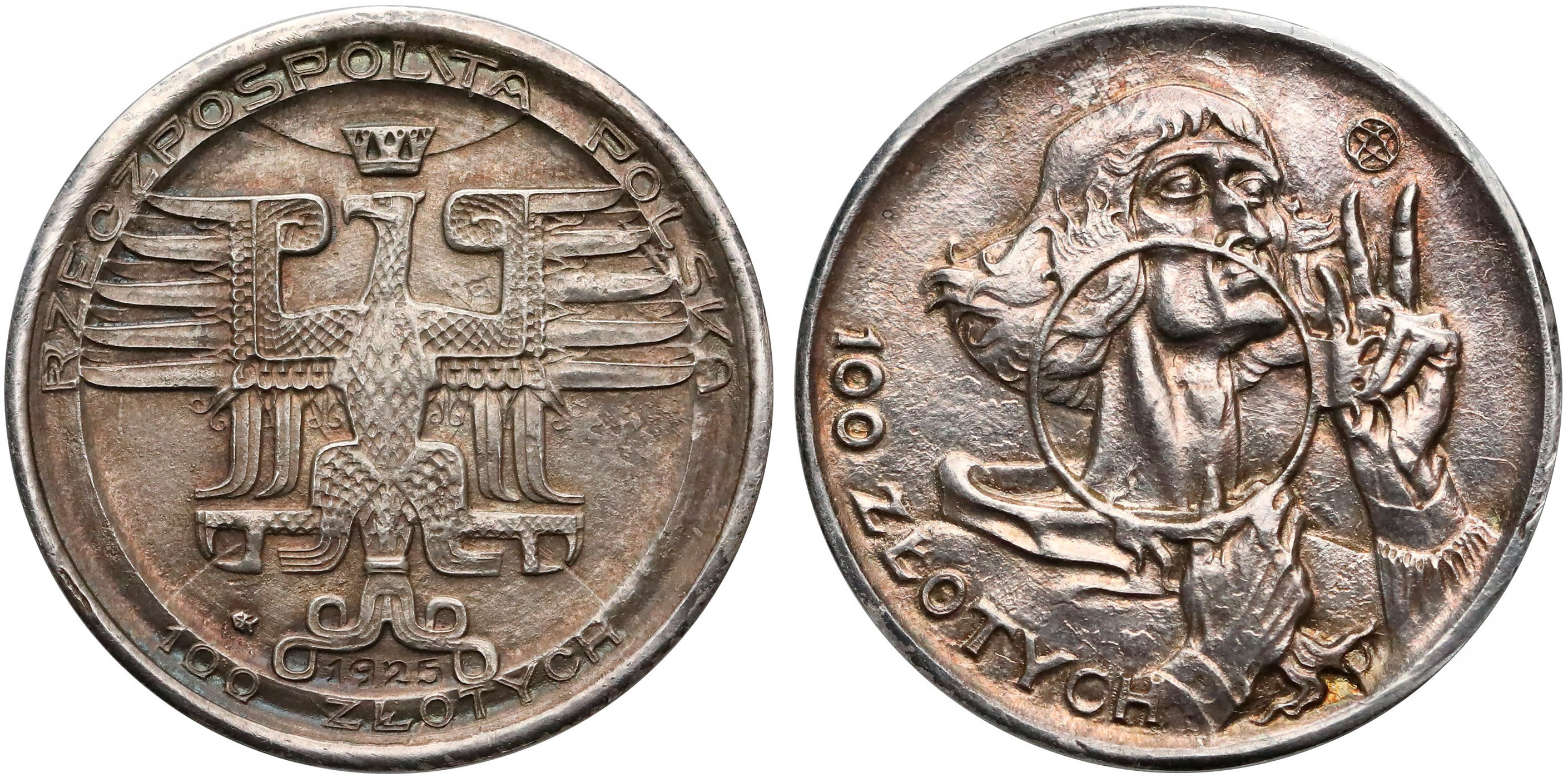
Mała odmiana (ɸ20,5 mm) w srebrze

100 złotych 1925 Mikołaj Kopernik – moneta próbna okresu złotowego II Rzeczypospolitej, opracowana w celu ewentualnego wykorzystania do bicia złotych monet przewidywanych przez reformę walutową Władysława Grabskiego.

## Rys historyczny
W jednym z aktów prawnych poprzedzających reformę Władysława Grabskiego, tj. w dekrecie Prezydenta RP z 20 stycznia 1924 r., przewidywano bicie 3100 złotych z jednego kilograma stopu złota próby 900 (9/31 grama czystego kruszcu na 1 złoty), w nominałach: 10, 20, 50 i 100 złotych. W ramach przygotowań Mennicy Państwowej do realizacji postanowień tego dekretu, w 1925 r. wybito między innymi partię stuzłotowych monet próbnych z Mikołajem Kopernikiem, których projektantem zarówno awersu jak i rewersu był rzeźbiarz z USA – Stanisław Szukalski.
Projekt Stanisława Szukalskiego zajął trzecie miejsce w rozpisanym na początku 1925 r. drugim konkursie na projekt polskich złotych monet obiegowych.

## Awers
W centralnym punkcie umieszczono stylizowanego, ukoronowanego orła, u góry otokowy napis: „RZECZPOSPOLITA POLSKA”, na dole w otoku: „100 ZŁOTYCH”, pod orłem rok – 1925, z lewej strony orła herb Kościesza – znak mennicy w Warszawie, z prawej wypukły napis „PRÓBA” (tylko na monetach o średnicy 35 mm).

## Rewers
Na tej stronie monety umieszczono popiersie astronoma trzymającego w prawej dłoni garść promieni słonecznych, powstrzymującego w ten sposób okrąg Słońca i lewą dłonią poruszającego wirujący symbol Ziemi, jako nawiązanie do hasła: „Wstrzymał Słońce, ruszył Ziemię”. Pod popiersiem (na monetach o średnicy 35 mm) albo z boku (na monetach o średnicy 20,5 mm) napis:„100 ZŁOTYCH”.

## Opis
Umieszczony na awersie stylizowany orzeł był jednym z najbardziej oryginalnych wyobrażeń polskiego godła bitego na numizmatach z lat międzywojennych.
Ostatecznie projekt stuzłotówki z Mikołajem Kopernikiem jako złotej monety obiegowej został odrzucony. Mennica Państwowa wybiła jedynie monet:
- pełnowymiarowych – o średnicy 35 mm – stemplem lustrzanym, z napisem „PRÓBA”, w srebrze – 100 sztuk
- o zredukowanej do 20,5 mm średnicy stemplem zwykłym, bez napisu „PRÓBA”:
  - 100 sztuk w brązie,
  - 50 sztuk w srebrze.

Monety o średnicy 20,5 mm mają nieznacznie zmodyfikowanym rysunku rewersu.
Na rancie monety o średnicy 35 mm umieszczono wklęsły napis: „SALUS REIPUBLICAE SUPREMA LEX”.
Pod koniec drugiego dziesięciolecia XXI w. ze znanych monet II Rzeczypospolitej moneta próbna z Mikołajem Kopernikiem jest:
- jedyną monetą o nominale 100 złotych,
- jedną z siedmiu monet będącymi efektem przygotowań Mennicy Państwowej do wprowadzenia złotych monet obiegowych przewidywanych przez reformę walutową Władysława Grabskiego, obok:
  - 10 złotych 1925 Profile kobiety i mężczyzny projektu Antoniego Madeyskiego,
  - 10 złotych 1925 Bolesław Chrobry projektu Zofii Trzcińskiej-Kamińskiej,
  - 20 złotych 1924 Monogram RP projektu T. Załuskiego,
  - 20 złotych 1925 Polonia projektu Antoniego Madeyskiego,
  - 20 złotych 1925 Bolesław Chrobry projektu Zofii Trzcińskiej-Kamińskiej,
  - 50 złotych 1924 Klęczący rycerz projektu Tadeusza Breyera.

W początku XXI w. Mennica Polska w ramach serii: „240 lat Mennicy Polskiej – Repliki monet polskich według projektów z okresu międzywojennego” wydała blister zawierający cztery pozłacane repliki/wyobrażenia złotych monet II Rzeczypospolitej (10, 20, 50 i 100 złotych) według projektu Stanisława Szukalskiego. Numizmat 100-złotówki z tego blistra jest de facto repliką 35-milimetrowej próby 100 złotych 1925 Mikołaj Kopernik.

## Odmiany
W przypadku pełnowymiarowej monety o średnicy 35 mm znane są jej odmiany:
- w srebrze, bez wklęsłego napisu na rancie, znane 2 szt.,
- w miedzi, nakład nieznany[8] (w jednym ze źródeł internetowych[9] podawany jest nakład 60 szt. wygląda to jednak na błąd źródła, gdyż jednocześnie podawana jest informacja o masie monety – 8,8 grama, co przy średnicy 35 mm jest niemożliwe)
- wybite na srebrnej monecie 1 rubel 1924, nakład nieznany.

Znane odmiany monety z redukowanej do 20,5 mm średnicy to:
- w srebrze, litery w napisie „100 ZŁOTYCH” gładkie, w ramach 50 szt. całkowitego nakładu,
- w srebrze, litery w napisie „100 ZŁOTYCH” rowkowate, w ramach 50 szt. całkowitego nakładu,
- w miedzi, nakład nieznany,
- w niklu, nakład nieznany,
- w złocie, nakład nieznany,
- w aluminium, nakład nieznany,
- w srebrze, na krążku monety wyciętym z 2 reichsmark, nakład nieznany.